# Буковина (газета австрійського періоду)
«Буковина» — газета народовців Буковини.
Виходила в Чернівцях: 1885–1892 двічі на місяць; 1892–1895 раз на тиждень; 1896–1898 щоденно; 1898–1910 тричі на тиждень; 1910–1912 не виходила; 1913–1914 тричі на тиждень під назвою «Нова Буковина»; 1915–1917 раз на тиждень, виходила у Відні, 1918 — у Чернівцях. У 1915—1918 роках редакція знаходилася у Відні на Шварцшпаніергассе, 15, з травня 1918 року знову в Чернівцях на вулиці Петровича, 2. Ціна за номер була 10, потім 20 гелерів.
У 1895—1909 раз на тиждень виходив літературно-науковий додаток «Неділя» і два збірники «Зерна». Редагували газету: Юрій Федькович (1885—1887), Павло Кирчів (1888), Сильвестер Дашкевич (1888—1894), Осип Маковей (1895—1897), Лев Турбацький (1897—1898), Лев Когут (1898), Ярослав Веселовський, Остап Луцький, Омелян Попович, Василь Щурат, В. Федорович, Є. Шушковський, М. Спикул та інші. Серед інших письменників, у газеті друкувалися Борис Грінченко, Леся Українка. Були опубліковані її вірш «Квіти» (28 березня 1891), «Писателі-русини на Буковині» (14, 16, 19 квітня 1900).
Видавець — «Собор (потім — Союз) українських послів на Буковині». «Буковина» відіграла важливу роль у піднесенні національно-культурної свідомості буковинців, утвердженні ідеї соборності України та її державності, виступала проти румунських, зокрема клерикальних асиміляторів, містила багато цінних матеріалів з історії Буковини і збройної боротьби за Українську державу.